# Ptačí vrch (Frýdlantská pahorkatina)
Ptačí vrch (406 m n. m.) je vrchol ve Frýdlantské pahorkatině na severu České republiky, ve Frýdlantském výběžku. Ve vzdušné vzdálenosti asi 3,5 kilometru severovýchodním směrem se nachází město Frýdlant, centrum zdejší oblasti. Jižně od vrcholu pak obec Dětřichov, v jejímž katastrálním území i vrchol leží.

## Popis
Lokalita je třetihorního stáří a je tvořena nerozlišenými bazaltoidy. Nejvyšší část Ptačího vrchu je zalesněna, nicméně úbočí pokrývají zatravněné pastviny. Na jihozápadní straně vrchu se nachází letecký radionavigační maják Frýdlant typu VOR.